# Mate Jerković
Mate Jerković, hrvaški admiral, * 19. februar 1915, † 17. junij 1980.

## Življenjepis
Pred vojno je končal zagrebško Pravno fakulteto. Po aprilski vojni je postal častnik Hrvaškega domobranstva, kjer je deloval po navodilih KPJ (član le-te je postal februarja 1942). 
Maja 1942 je prešel na stran NOVJ in bil poveljnik več enot. 
Po vojni je končal sovjetsko Vojaško akademijo Vorošilov.